# Gilles Gleizes
 (décembre 2020).
Si vous disposez d'ouvrages ou d'articles de référence ou si vous connaissez des sites web de qualité traitant du thème abordé ici, merci de compléter l'article en donnant les références utiles à sa vérifiabilité et en les liant à la section « Notes et références ».
 (mars 2021).
Gilles Gleizes, né le 9 septembre 1960, est un auteur réalisateur, metteur en scène, adaptateur, comédien et pédagogue français.

## Formation
Il se produit au Concours Interscolaire de Versailles et entre en classe de comédie au Conservatoire de Versailles puis en section régie-administration à l'ENSATT. Il suit également les cours de l'Institut d'Études Théâtrales à l'université Paris III où il présente un mémoire de Master 1 intitulé Kurt Weill et Marie-Galante, un rendez-vous à reprendre au théâtre. Il fait aussi un stage d'initiation à la réalisation à l'École Louis-Lumière et un stage d'écriture de scénario à l'Espace Scénario.

## Auteur réalisateur
2008 : La plage blanche, court métrage, sélectionné au Festival International du Film de La Rochelle 2009, au 7e FestiVal d'Oise du Film Court et au Festival Les Toiles de Mer de Lanton.
Il est également l'auteur de deux scénarios de deux courts métrages non réalisés : La concordance des temps écrit en 2006 et Un père parfait, écrit en 2020.

## Metteur en scène
2003-2005 : Angèle d'Alexandre Dumas avec une musique originale d'Alain Margoni au théâtre Roger-Barat de Herblay, au théâtre Silvia-Monfort, au théâtre du Jeu-de-Paume à Aix-en-Provence et en tournée en France.
2002 : Le Plaisir imaginé à partir de textes de Marivaux, Molière, Honoré de Balzac, Villiers de l’Isle-Adam au Théâtre 95 de Cergy-Pontoise.
2000-2002 : Gabriel(le) adapté par lui-même de Gabriel de George Sand à La Rose des Vents de Villeneuve-d'Ascq, au théâtre du Gymnase à Marseille, à L'Équinoxe de Châteauroux et au théâtre 14 Jean-Marie-Serreau.
1996-1997 : Le Secret de l'aiguille creuse (une aventure d'Arsène Lupin) adapté par lui-même de L'Aiguille creuse de Maurice Leblanc au théâtre des Jeunes Spectateurs de Montreuil, à la Maison des arts et de la culture de Créteil et en tournée en France.
1994-1995 :  Médée de Sénèque, traduction de Florence Dupont, CDN de Limoges, théâtre de la Tempête, Théâtre de Rungis.
1992 : Été et Fumées (Summer and Smoke) de Tennessee Williams, cotraduit avec Roberta Bailey, au théâtre de Rungis et au CDN de Limoges - Seaside de Marie Redonnet au Festival d'Avignon in
1991 : The Lady of Larkspure Lotion et Twenty-seven wagons full of coton de Tennessee Williams en collaboration avec Rosary O'Neill au Southern Repertory Theatre de La Nouvelle-Orléans
1990 : Le Prix du soleil d'Agnès Mallet au Théâtre de la Salamandre (Théâtre national du Nord-Pas-de-Calais)
1989-1991 : Les incertitudes du désir adapté par lui-même de Crébillon fils à La Rose des Vents de Villeneuve-d'Ascq, au théâtre de l'Athénée, au théâtre du Gymnase à Marseille, aux CDN de Grenoble et de Toulouse, ainsi qu'en tournée en France.
1988: Le Simoun d'Henri-René Lenormand (avec des extraits de Les Nègres de Jean Genet) à l'Espace Pierre Cardin dans le cadre des journées de présentation du Cours Florent.
1987-1988 : Le Traducteur cleptomane de Dezső Kosztolányi Adaptation de Gil Baladou au Théâtre des Treize Vents (CDN de Montpellier), à l'Hôtel Lutétia et en tournée en France.
1986-1987 : Derniers Masques d'Arthur Schnitzler, au théâtre de Boulogne-sur-Mer et au Théâtre 13.
1985-1986 : Le Plaisir des autres d'Agnès Mallet d'après Entre femmes seules extrait du recueil Le bel été de Cesare Pavese au théâtre de Boulogne-sur-Mer et au Théâtre 14.
1983 : Dommage qu'elle soit une putain de John Ford, théâtre de la Cité Universitaire (salle de la Resserre).
1981-1982 : L'Éveil du printemps de Frank Wedekind au Théâtre Jean Vilar de Suresnes, théâtre de Gennevilliers et à la Comédie de Paris.
1980-1981 : Grand-peur et misère du IIIe Reich de Bertolt Brecht au Théâtre de l'ENSATT et au Théâtre 347.
1978-1979: L'Île des esclaves de Marivaux au C3M de Versailles et au Théâtre du Lucernaire

## Adaptateur
2022 : Le secret de l'aiguille creuse (Une aventure d'Arsène Lupin) adapté par lui-même de L'Aiguille creuse de Maurice Leblanc, mis en scène par Hugo Ardoin au Théâtre La Lucarne de Bordeaux
2021-2022 : Gabriel(le) adapté par lui-même de Gabriel de George Sand, mis en scène par Marian Waddington à Fontainebleau (Théâtre de l'Âne Vert, Théâtre municipal, Château Rosa Bonheur).
2014 : Youkali (Marie-Galante), adapté par lui-même de Marie-Galante de Jacques Deval, avec une musique de Kurt Weill, lecture-concert dans le cadre du Salon du Livre Policier présenté au Théâtre Le Colisée de Lens.
2000-2002 : Gabriel(le) adapté par lui-même de Gabriel de George Sand, mis en scène par lui-même à La Rose des Vents de Villeneuve-d'Ascq, au Théâtre du Gymnase à Marseille, à L'Equinoxe de Châteauroux et au Théâtre 14 Jean-Marie Serreau. Editions du Laquet Collection "Théâtre en poche" 1999.
1996-1997 : Le secret de l'aiguille creuse (Une aventure d'Arsène Lupin) adapté par lui-même de L'Aiguille creuse de Maurice Leblanc, mis en scène par lui-même au Théâtre des Jeunes Spectateurs de Montreuil, à la Maison des arts et de la culture de Créteil et en tournée en France. L'avant-scène Théâtre numéro 998 15 novembre 1996
1992 :  Eté et Fumée (Summer and Smoke) de Tennessee Williams, co-traduit par lui-même et Roberta Bailey, mis en scène par lui-même au théâtre de Rungis et au CDN de Limoges. L'avant-scène théâtre numéro 897 1er novembre 1991
1989-1991 : Les incertitudes du désir d'après Les Égarements du cœur et de l'esprit, Le hasard du coin du feu et Les lettres de la Marquise de M. au Comte de R. de Crébillon fils, mis en scène par lui-même à La Rose des Vents de Villeneuve-d'Ascq, au Théâtre de l'Athénée, au Théâtre du Gymnase à Marseille, aux CDN de Grenoble et de Toulouse, ainsi qu'en tournée en France. L'avant-scène théâtre numéro 862 15 janvier 1990

## Comédien
2021 : Récitant dans la captation de Les incroyables aventures de Mister Fogg conte musical de Marco Marzi d'après Le tour du monde en quatre-vingt jours de Jules Verne au Théâtre Le Colisée de Lens.
2018 : Récitant dans Un cri de guerre, récital musical, lyrique et littéraire, donné, à l'occasion du centenaire de la Première Guerre mondiale, au Petit Théâtre de la Médiathèque Robert Cousin de Lens.
Auparavant il joue dans ses spectacles (Été et Fumée, Médée, Le Secret de l’aiguille creuse) et dans son court métrage, La Plage blanche.
Au cinéma, il apparaît également dans des longs métrages d'Abdelkrim Bahloul (Les Sœurs Hamlet, La Nuit du destin) et de Jean-François Richet (L'Ennemi public no 1).
À la télévision, il joue dans les épisodes des séries Une famille formidable (réalisation Joël Santoni), PJ (réalisation Gérard Vergez), Julie Lescaut Épisode Une affaire jugée (réalisation Daniel Janneau) Paris Enquêtes criminelles Épisode Trafics (réalisation Jean-Teddy Filippe) et dans Liens de sang, un téléfilm d'Olivier Panchot.
Il tourne aussi dans des courts métrages de Pascal Perennes (Oui), de Christophe Atabekian (Mardi onze heures), d'Antoine Voituriez (Les Roses de Staline), de Frédérique Ribis (Parlez-moi d'amour) et de Bastian Schweitzer (Archives de nuit).

## Pédagogue
De 2010 à 2023, il enseigne le théâtre au Conservatoire de Lens auprès des enfants, des adolescents et des adultes. Il présente divers travaux en collaboration avec les élèves et les professeurs de ce conservatoire.
Auparavant, il enseigne le théâtre dans différents lieux (conservatoires, écoles nationales, école privée, universités, milieu carcéral...) et sous des formes diverses. Parmi ses interventions :
2010 - 2013: Professeur d'histoire du théâtre au Conservatoire de Clamart.
2002-2007 : Chargé de cours à l’université Censier Paris III UFR d’études théâtrales.
2001-2002 : Professeur à l'École Supérieure d'Art Dramatique de la Ville de Paris.
1993 : Professeur à l'École du TNS
1991 : Professeur au Conservatoire de Lille
1986 – 1999 : Professeur au Cours Florent.